# 喙頭蜥
喙頭蜥是楔齒蜥屬（学名：Sphenodon）动物的通称，因牙齒構造也稱為楔齒蜥。其他名稱也有鱷蜥或紐西蘭鱷蜥，亦可稱為刺背鱷蜥，是喙頭目僅存的成員，外觀類似於蜥蜴，但在演化上屬於不同的分支（蜥蜴和蛇在分類上屬於有鱗目）。其所在的楔齿蜥科还包含有弯曲楔齿蜥属(Ankylosphenodon)、犬楔齿蜥属(Cynosphenodon)、厄恩蜥属（Oenosaurus）、萨帕塔齿蜥属（Zapatadon）、帕米辛蜥属（Pamizinsaurus）、Derasmosaurus属、卡瓦楔齿蜥属（Kawasphenodon，存疑）
、纳瓦霍楔齿蜥属（Navajosphenodon）、布伦楔齿蜥属（Sphenofontis）、
楔齿蝰属（Sphenovipera）、Theretairus属和提卡蜥属（Tika），但如今只剩下了楔齿蜥屬的1个物种。是非常原始的爬行動物，被認為是活化石。目前僅分佈於紐西蘭科克海峽中的數個小島上。由於鼬類與老鼠的引進，已瀕臨絕種。

## 簡介

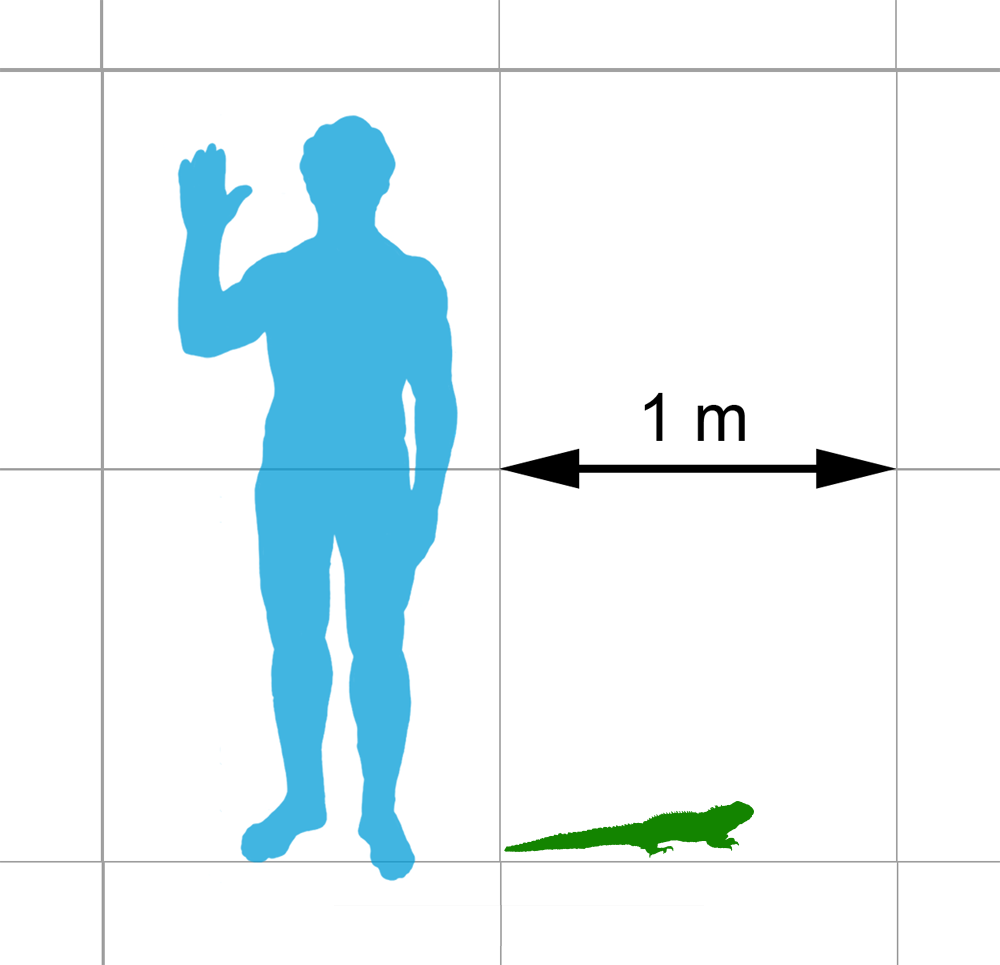
雄性斑點楔齒蜥 （S. punctatus）與人類的體型相比。

喙頭蜥新陳代謝很慢，性成熟時間與壽命也很長，據估計，牠們的壽命可能達到100年，而性成熟至少需要十年以上。
喙頭蜥的牙齿排列方式独一无二，下颚的一排牙齿紧紧咬合在上颚的两排牙齿之间。額頭颅顶眼（俗稱“第三隻眼”）的結構較其他爬行動物更為完整，擁有獨立的水晶體、視網膜及類似於角膜的構造，並與大腦的退化神經連接。另外，喙頭蜥從外觀上看不到耳孔，有別於蜥蜴清楚可见的耳朵开口。